# Dryadella dodsonii
Dryadella dodsonii är en orkidéart som beskrevs av Carlyle August Luer. Dryadella dodsonii ingår i släktet Dryadella och familjen orkidéer. Inga underarter finns listade i Catalogue of Life.